# (If There Was) Any Other Way
(If There Was) Any Other Way jest piosenką z debiutanckiego albumu anglojęzycznego Celine Dion Unison. Została wydana jako pierwszy singiel z albumu w Kanadzie (19 marca 1990), a  drugi w USA (18 marca 1991). W reszcie świata singiel ukazał się 6 czerwca 1991, a w Wielkiej Brytanii został wydany tylko promocyjnie.
Piosenka została napisana przez Paul Bliss i wyprodukowana przez Christopher Neil. Dion nagrała ja w Londynie w West Side Studios.
Nakręcono do niej dwie wersje teledysku. Pierwszy został wydany w lutym 1990 roku w Kanadzie, a drugi 6 marca 1991 roku w USA. Drugi z teledysków został wyreżyserowany przez Dominiaca Orlando, a nakręcony w Los Angeles w Kalifornii oraz w Vancouver w Kanadzie. Obydwa teledyski zostały oddzielnie włączone do VHS Dion Unison w zależności od wydania kanadyjskiego lub amerykańskiego.
Do amerykańskiego singla promocyjnego dodano dwa taneczne mixy. Jeden z nich (edit remix) został wydany na amerykańskim singlu komercyjnym "(If There Was) Any Other Way". Drugi (extended remix) pojawił się również na amerykańskim singlu Dion "Love Can Move Mountains" z 1992 roku.
Piosenka doszła do 24 miejsca w Kanadzie i 35 na Billboard Hot 100 (podczas gdy na Billboard Hot 100 Airplay do 56). "(If There Was) Any Other Way" odniosła większy sukces na innej liście Billboardu - Hot Adult Contemporary Tracks, gdzie doszła do 8 miejsca. Singiel sprzedał się w USA w nakładzie 68.000 kopii.

## Formaty i lista utworów singla
2-track CD-singiel – (U.S.) 
1. "(If There Was) Any Other Way" (edit remix) – 3:56
2. "Where Does My Heart Beat Now" – 4:33

2-track CD-singiel – (EU, CA, JP) 
1. "(If There Was) Any Other Way" (album version) – 4:00
2. "I'm Loving Every Moment With You" – 4:08

3-track CD-singiel – (EU) 
1. "(If There Was) Any Other Way" (album version) – 4:00
2. "I'm Loving Every Moment With You" – 4:08
3. "If We Could Start Over" – 4:22

2-track CD-singiel – (AU) 
1. "(If There Was) Any Other Way" (album version) – 4:00
2. "(If There Was) Any Other Way" (instrumental) – 4:00

## Oficjalne wersje
1. "(If There Was) Any Other Way" (edit remix) – 3:56
2. "(If There Was) Any Other Way" (extended remix) – 5:39
3. "(If There Was) Any Other Way" (instrumental) – 4:00
4. "(If There Was) Any Other Way" (album version) – 4:00

## Pozycje, sprzedaż i certyfikaty
| Kraj                                          | Pozycja | Certyfikat | Sprzedaż |
| --------------------------------------------- | ------- | ---------- | -------- |
| Kanada – Singles Chart                        | 24      | -          | -        |
| Kanada – Contemporary Hit Radio Chart         | 27      | -          | -        |
| USA – Billboard Hot 100                       | 35      | –          | 68,000   |
| USA – Billboard Hot 100 Airplay               | 56      | –          | 68,000   |
| USA – Billboard Hot Adult Contemporary Tracks | 8(2)    | –          | 68,000   |
| USA – ARC Weekly Top 40                       | 31      | –          | 68,000   |